# João Cid dos Santos
João Afonso Cid dos Santos (Anjos, Lisboa, 5 de agosto de 1907 — Lisboa, 4 de novembro de 1975) foi um médico, cirurgião, investigador e professor português.
Foi galardoado em 1951 com o Prémio de Cirurgia Vascular - Prémio Leriche e condecorado Cavaleiro da Legião de Honra (França).

## Biografia
Nasceu na freguesia dos Anjos, em Lisboa. Era filho do médico cirurgião Reynaldo dos Santos e de Susana Cid dos Santos (Mártires, Lisboa, c. 1883 — São Sebastião da Pedreira, Lisboa, 17 de fevereiro de 1950), doméstica, filha de Manuel Cid, natural de Loulé (freguesia de São Clemente), e de Eugénia Luísa Armandina Mundtweiller Cid, natural de Paris, França.
A 16 de dezembro de 1929, casou civilmente em Lisboa com Maria da Nazaré Anjos de Vilhena (Santa Maria e São Miguel, Sintra, c. 1909), doméstica, filha dos proprietários Júlio Jardim de Vilhena e Gabriela Munró dos Anjos de Vilhena, ambos naturais de Lisboa (ele da freguesia de Santa Catarina e ela da freguesia de Santa Justa), e neta de Júlio de Vilhena. Foi padrinho de casamento o médico Henrique Jardim de Vilhena, tio da noiva.
Frequentou a Faculdade de Medicina de Lisboa (FML) tendo obtido a sua licenciatura em 1933.
Iniciou o Internato de Medicina Geral nos Hospitais Civis de Lisboa em 1934.  Porém, em 1935 parte para Estrasburgo, convidado por René Leriche (quem descreveu o Sindrome de Leriche).
Trabalhou com grandes mestres como Leriche, Jean Kulin (autor do primeiro "bypass" com enxerto venoso), Fontaine, (autor da classificação da isquémia crónica), Jung , Arnulf, e Michael E. DeBakey (que concebeu e realizou, próteses sintéticas, instrumentos cirúrgicos e um grande número de procedimentos e técnicas de cirurgia arterial reconstrutiva).
Volta a Portugal e começa o seu internato de cirurgia em 1937 adquirindo o seu título de cirurgião em 1942. Em 1945 é incumbido do cargo de Chefe de Clínica da Cadeira de Patologia Cirúrgica da FML.

## Carreira docente
Em 1939 inicia a sua carreira docente como Assistente de Urologia do Hospital de Santa Maria, apresentando a sua tese de doutoramento em 1944 intitulada "Patologia geral da isquémia dos membros" e é nomeado Professor Extraordinário de Cirurgia da FML em 1945.
Em 1949 recebe o título de Professor Catedrático da Universidade de Lisboa.

## Carreira política
Deputado na VI legislatura pelo círculo de Lisboa de 1953 a 1957, nas Comissões de Trabalho, Cultura Popular e Interesses Espirituais e Morais, Previdência, Educação Nacional e Saúde e Assistência Social.

## A sua obra
Continuando os trabalhos de Egas Moniz e de seu pai, melhorou as técnicas angiográficas e aplicou-as às veias sendo o precursor da Flebografia.
Dos seus trabalhos, quarenta e um podem ser consultados na Biblioteca Nacional de Portugal.
Entre outros constam:
- La phlébographie directe-Conception-Téchnique-Premiers résultats.[5][8]
- A Flebografia (livro)[9]
- Reynaldo, Fontaine, Kunlin, Wylie[10]
- Devem-se operar de urgência as pancreatites agudas?[11]
- Estado actual do tratamento das fracturas do colo do fémur[12]
- Études sur l'artériographie normale du chien [13]
- Técnica e efeitos da infiltração do gânglio estrelado[14]
- Técnica e efeitos da influência da infiltração novocainica da cadeia do simpático lombar [15]
- La transfusion de sang par voie aortique : valeur générale de cette voie pour l'introduction de medicaments dans le sang quand la ponction vienense est impossible[16]
- O tratamento dos edemas cirúrgicos dos membros pelas intervenções sobre o simpático[17]
- Patologia geral das isquémias dos membros[18]
- Revisão dos problemas fisio-patológicos e terapêuticos das embolias arteriais das extremidades à luz do factor vaso-motor[19]
- Spasmes veineux du bras aprés injection intra-artérielle : action de d'infiltration do ganglion étoilé : contrôle phlébographique avant et aprés l'infiltration[20]
- Curriculum vitae[21]
- Duplo linfosarcoma do jejuno : ressecção : cura há mais de três anos e meio[22]
- Sobre a embolectomia [23]
- A anestesia geral pelo evipan [24]
- Gangrena pulmonar : acções da emetina e da injecção intra-brônquica de lipiodol[25]
- Vinte e cinco anos de investigação angiográfica : técnica-diagnóstico[26]
- Etudes sur l'arteriographie normale du chien : Ière note préliminaire[27]
- Arteriography of the extremities in peripheral vascular disease[28]
- A ressecção endoscópica da próstata com guilhotina sob a visão directa : Punch[29]
- Sur quelques veritées premières oubliées ou mèconnues de l'anatomo-physiologie normale et pathologique du système veineux : leur application á la pathologie á la thérapeutique[30]

Em 1933 realiza a 1ª flebografia no homem.
Em 1946, pela primeira vez, removeu um trombo e a placa de ateroma de uma artéria de modo a desobstruí-la, e, usando os conhecimentos adquiridos junto de Gordon Murray, colocou o paciente sob heparina (descoberta pouco tempo antes por Jay McCleande) de modo a evitar a re-trombose. Esta técnica, chamada  endarteriectomia, difundiu-se pelo mundo e é hoje o método de eleição para tratar graves estenoses e obstruções segmentares nas artérias.

## Prémios e distinções
- Foi condecorado com o grau de Cavaleiro da Legião de Honra (França)[1]
- Galardoado com o Prémio de Cirurgia Vascular - Prémio Leriche[1]
- Agraciado com o grau de Comendador da Ordem de Benemerência (9 de janeiro de 1964)[31]
- Homenageado através da Rua Prof. Cid dos Santos (freguesia da Ajuda, em Lisboa) e do Largo Prof. João Cid dos Santos (freguesia de Linda-a-Velha, em Oeiras)[32][33]

## Para além da Medicina
Era um excelente pianista e diz-se que tocava todos os dias.
Tendo herdado a paixão de seu pai, o Professor Cid dos Santos também amava a literatura e tinha dela profundos conhecimentos.  Segundo os seus alunos, era muito frequente começar uma aula sobre uma patologia e terminá-la a falar sobre Gil Vicente, a custódia de Belém ou o teatro vicentino.
Adorava cozinhar. Costumava frequentar o restaurante Belcanto, restaurante situado próximo do Teatro S. Carlos, e fazia lá o seu próprio jantar! Até recentemente este restaurante teve na ementa os célebres "Ovos mexidos à Professor".

## Morte
Na noite de 3 de novembro de 1975, João Cid dos Santos sofre um brutal enfarte de miocárdio. Foi internado na Unidade de Cuidados Intensivos do Hospital de Santa Maria. O Professor Américo Diniz da Gama, seu discípulo mais próximo, foi chamado para colocação de um catéter venoso central, mas apesar de todos os esforços o Professor Cid dos Santos faleceu na madrugada seguinte.